# Kuomavaara
Kuomavaara är en kulle i Finland. Den ligger i Nurmes i landskapet Norra Karelen, i den centrala delen av landet, 500 km nordost om huvudstaden Helsingfors. Toppen på Kuomavaara är 241 meter över havet, eller 64 meter över den omgivande terrängen. Bredden vid basen är 1,3 km.
Terrängen runt Kuomavaara är huvudsakligen platt. Runt Kuomavaara är det mycket glesbefolkat, med 5 invånare per kvadratkilometer. I omgivningarna runt Kuomavaara växer i huvudsak barrskog.